# Pionothele straminea
Pionothele straminea là một loài nhện trong họ Nemesiidae.
Pionothele straminea được miêu tả năm 1902 bởi Purcell.